# Hassi Khelifa (distrito)
Hassi Khelifa é um distrito localizado na província de El Oued, Argélia, e cuja capital é a cidade de mesmo nome, Hassi Khelifa. A população total do distrito era de 40 041 habitantes, em 2008.

## Comunas
O distrito é composto por duas comunas:
- Hassi Khelifa
- Trifaoui